# Tesoro de los bizantinos
El Tesoro de los bizantinos (en griego antiguo: Θησαυρὸς τῶν Βυζαντιῶν, romanizado: Thēsauros tōn Byzantiōn), también conocido como Tesoro IV, fue un tesoro  en la Terraza de los Tesoros de Olimpia, Grecia. Toma su nombre del hecho de que se cree que fue construido por la ciudad de Bizancio, pero la identificación no es del todo segura. Las ruinas del Tesoro se encuentran en Archaía Olympía en el yacimiento arqueológico, que es Patrimonio de la Humanidad de la Unesco.

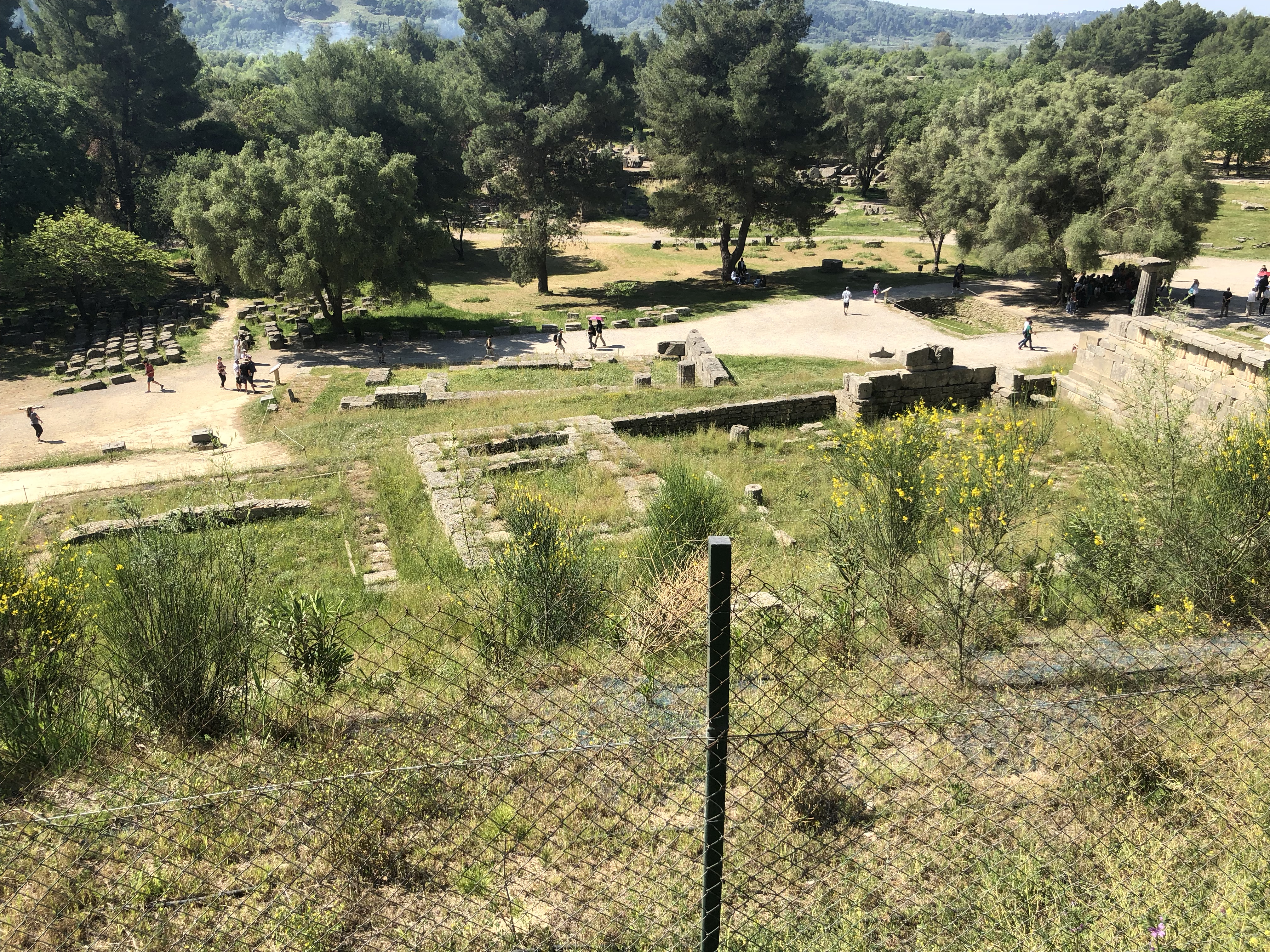
Las ruinas de las cinco cámaras de los tesoros más occidentales de Olimpia, vistas desde la ladera superior. El Tesoro de los bizantinos es el segundo por la izquierda.

Fue construido a principios de la época clásica alrededor del año 475 a. C. Era uno de los numerosos tesoros de Olimpia, construidos en fila en el flanco norte del santuario, en la ladera sur del monte Cronio, entre Ninfeo de Herodes Ático y el Estadio. El Tesoro de los bizantinos era el cuarto de ellos, orientado hacia el oeste. En el pasad ocupaba el quinto lugar.. En su lado occidental se encontraba el Tesoro de los epidamnios y en su lado oriental el Tesoro de los sibaritas. En el lado sur de la cámara del tesoro estaba el Metroo.
Era un pequeño edificio similar a un templo en antas con dos columnas (dístilo in antis) entre los muros del pronaos. De  estilo dórico, el edificio medía unos 6,48 m de ancho y 10,75 m de largo.